# مذكرات عبد اللطيف البغدادي

مذكرات عبد اللطيف البغدادي (ج 1) 1977

مذكرات عبد اللطيف البغدادي  كتاب من تأليف عضو مجلس قيادة الثورة المصرية 1952 عبد اللطيف البغدادي. صدر عام 1977 في جزأين عن دار «المكتب المصري الحديث»، الجزء الأول صدر في 396 صفحة.
يضع عبد اللطيف البغدادي أمام الأجيال القادمة صورة حية لما كان يدور على مدى 15 عاماً كان يدون فيها مذكراته اليومية قبل النوم، وكان قد أتخذ قراره بعدم نشر يومياته إلا بعد وفاته  ولكنه عدل رأيه. الجزء الأول يمثل أهم مرجع لأحداث حركة الجيش من 23 يوليو 1952 وحتى نهاية العدوان الثلاثي على مصر في 1956. ويسجل الجزء الثاني الأحداث حتى 1967.

## محتوى الكتاب
تمھـید
الباب الأول: الجيش والتنظيمات السرية
1 - التنظيمات السرية داخل الجيش المصري
2 - حادث 4 فبراير 1942
3 - الاتفاق مع فوزي القاوقجي للمساهمة مع جيش التحرير
4 - حرب فلسطين 1948
5 - تنظيم الضباط الأحرار
6 - تصادم جمعية الإخوان المسلمين مع حكومة السعديين واغتيالهم لرئيسها النقراشي
7 - اعتقال الكثير من أعضاء الجمعية واغتيال مرشدها حسن البنا
8 - تعاون حزب الوفد مع الملك فاروق
9 - إلغاء حزب الوفد للمعاهدة البريطانية المصرية لعام 1936
10 - تحدي الضباط الأحرار للملك في انتخابات مجلس إدارة نادي ضباط الجيش
11 - حريق القاهرة (اليوم الأسود) في 26 يناير 1952
12 - تدهور الموقف السياسي بالبلاد
13 - حل مجلس إدارة نادي ضباط الجيش وإغلاق النادي بأمر من الملك
14 - تحرك الضباط الأحرار والقيام بالانقلاب العسكري
15 - إجبار الملك على التنازل عن العرش مغادرته البلاد
16 - الصدام بين مجلس الثورة وعلي ماهر رئيس مجلس الوزراء بعد الانقلاب
17 - تعيين محمد نجيب رئيسًا لمجلس الوزراء بدلاً من علي ماهر
18 - المتاعب التي واجهت الثورة من البداية
19 - حل الأحزاب السياسية وإلغاء دستور 1923 وإعلان دستور مؤقت لفترة انتقال
20 - بدء المفاوضات مع بريطانيا
21 - إلغاء النظام الملكي بالبلاد وقيام الجمهورية في 18 يونيو 1953
22 - تشكيل محكمة الثورة والغرض منها
الباب الثاني: الصراع
الفصل الأول: أزمة فبراير سنة 1954
1 - بداية خلاف مجلس الثورة مع محمد نجيب ومحاولة تسوية ذلك
2 - إهانة سفير تركيا لجمال عبد الناصر في الأوبرا
3 - قرار حل جمعية الإخوان المسلمين واعتقال مرشدها العام وبعض أعضائها في 12 يناير سنة 1954
4 - عودة الخلاف ثانية مع محمد نجيب وأسبابه
5 - تقديم محمد نجيب استقالته يوم 23 فبراير 1954 وما أحاط بها
6 - قرار انسحاب أعضاء مجلس الثورة والعودة إلى صفوف الجيش وترك مقاليد الأمور لمحمد نجيب وأسبابه
7 - استبعاد قرار انسحاب المجلس وأسباب ذلك
8 - قرار مجلس الثورة قبول استقالة محمد نجيب والدافع إلى ذلك
9 - اعتصام قوات الجيش السوري في حلب واللاذقية وتنازل الشيشكلي عن السلطة
10 - مطالبة سلاح الفرسان بعودة محمد نجيب رئيسًا للجمهورية وبدون سلطات
11 - قرار عودة محمد نجيب رئيسًا للجمهورية وحل مجلس الثورة وعدم عودة أعضائه إلى صفوف الجيش – أسباب ذلك وما أحاط به من أحداث في يومي 26 و27 فبراير 1954
12 - موقف الضباط الأحرار من قرار حل مجلس الثورة
13 - أسباب الرجوع في قرار حل مجلس الثورة
14 - مظاهرات طلبة الجامعة وأعضاء جمعية الإخوان المسلمين يوم 28 فبراير 1954 وموقف محمد نجيب منها
15 - تأجيل افتتاح البرلمان السوداني وأسبابه
16 - قرار مجلس الثورة في 5 مارس 1954 بعودة الحياة النيابية والأسباب التي دفعته إلى اتخاذ هذا القرار
17 - مطالب محمد نجيب بعد عودته رئيسً للجمهورية 

## مقتطفات من الكتاب
تمهيد
بدأت الثورة في ليلة 22-23 يوليو سنة 1952. ولم يكن يخطر ببالي أو ذهني أن أدون حوادثها اليومية وأسجل أحداثها. بيد أني في نهاية عام 1953 أحسست أن هناك خطرًا يهدد مسيرة تلك الثورة واتجاهاتها المرتقبة. ذلك أن بوادر خلاف أو بالأحرى صراع عنيف بدأ يظهر ويتحرك بين اللواء أ.ح محمد نجيب وبين أعضاء مجلس قيادة الثورة. ورأيت أن أسجل تلك الأحداث والأخطار التي تهدد ثورتنا وحتى لا تضيع الحقيقة عندما نفارق الحياة.
.......
كانت حرب فلسطين هي الشرارة التي دفعتهم إلى التحرك والتقاء الوطنيين المتحمسين بعضهم بالبعض الآخر والبدء في تنظيم أنفسهم في منظمة سرية بهدف الإعداد والاستعداد للقيام بهذه الثورة في يوم من الأيام لإحداث هذا التغيير المطلوب. وكان السابق في هذا التحرك هو جمال عبد الناصر. وقد بدأ الاتصال ببعض الضباط الوطنيين قبل نهاية عام 1949م وذلك بغرض لم شملهم في تنظيم واحد.
.........
كانت خطة الانقلاب قد بنيت أساسًا على ثلاث مراحل
تمت السيطرة على القيادة العسكرية. والتحفظ على القيادات التي كانت قد تجمعت بها. وأرسلت إلى سجن الطلبة في الكلية الحربية، سمعنا من ينادي باسم عبد الحكيم من الشارع الموازي للشارع الذي كنا نقف فيه والمسمى بشارع الخليفة المأمون المار من أمام القيادة العسكرية، ويفصل بين الشارعين نفق مكشوف لسير مترو مصر الجديدة، وتبين لنا أنه أنور السادات.
.......
لم تكن الفترة الأولى من بعد قيام الثورة هادئة بل قابلتنا فيها بعض المشاكل من بعض العمال الصناعيين في شركة الغزل والمنسوجات بكفر الدوار... ففي أغسطس 1952 قام بعض عمال هذا المصنع بالإضراب. وكان يقودهم بعض من العمال الشيوعيين بحجة المطالبة برفع أجورهم وتحسين أحوالهم. وقاموا بمهاجمة مكاتب الشركة وسياراتها وأشعلوا النيران فيها. وكان الشيوعيون في ذلك الوقت متخوفين من ثورتنا ويصفونها بأنها ثورة برجوازية. وأن الولايات المتحدة من ورائها. ونتج عن هذا الشغب منهم بعض القتلى والجرحى. وكان لابد لنا أن نقابل هذا الشغب بحزم وشدة لإيقاف هذا الاتجاه والعمل على منع تكراره حتى لا تسري هذه العدوى إلى شركات أو مصانع أخرى. ولذا فقد قررنا تشكيل محكمة عسكرية لتقوم بمحاكمة المدبرين والمحركين لهذا الشغب. وتولى رئاسة تلك المحكمة عبد المنعم أمين. وأجريت المحاكمة وأصدرت المحكمة أحكامها. وكان من ضمن الأحكام إعدام اثنين من المتهمين أحدهما شاب شيوعي اسمه مصطفى خميس والآخر محمد حسن البقري وكانا هما المحركين الأساسيين لما حدث. وقد صدق على هذه الأحكام مجلس قيادة الثورة وبإجماع الأصوات الآن لأن القاعدة التي كان قد اتفق عليها أن أي قرار بالإعدام يتخذ من المجلس لابد أن يكون بإجماع الآراء. ونفذ فيهما الحكم، ولم يتكرر ما حدث بكفر الدوار وتجنبنا بذلك مشاكل ربما كانت تؤدي إلى مآس كثيرة وضحايا جديدين.
......
كان هذا هو موقف جمال عبد الناصر من الديمقراطية والأحزاب عقب قيام الثورة مباشرة، ولا أدري حتى الآن هل هو كان جادًا في موقفه وقتئذ أو أن ذلك لم يكن إلا مناورة منه ليحكم من وراء ستار مدني يتمثل في حزب من الأحزاب - الوفد أو جمعية الإخوان المسلمين - ولكن هل كان الأمر يستقيم على تلك الصورة أو أن ذلك لم يكن إلا خطوة منه مرحلية فقط، والذي يدعو إلى هذه التساؤلات الآن هو تناقض هذا الموقف منه مع موقفه بعد ذلك من تلك الأحزاب والديمقراطية أيضًا. وحتى يمكن الحكم عليه حكمًا سليمًا لابد أن تتضح لنا حقيقة نواياه التي ما زالت غامضة حتى اليوم.

## نقد وتعليقات
كتب إيهاب مصطفى على موقع صحيفة الدستور في 23 يوليو 2022: "كان هناك خطر داهم يقترب، فالملك اكتشف بعض أسماء اللجنة التأسيسية للضباط الأحرار: "توصلت أجهزته الخاصة لمعرفة أسماء بعض الضباط الأحرار خاصة من أعضاء اللجنة التأسيسية، ومن أنه على وشك التحرك للقضاء عليهم والتخلص منهم، وإزاء هذه الظروف رأينا أن نضرب ضربتنا وإلا فإن التنظيم ربما يقضى عليه قبل أن يحقق هدفه الذي علمنا له طوال تلك المدة. كان هناك ثلاث سيارات يملك إحداها ناصر، والأخرى خالد، ويملك البغدادي الثالثة، وكان هناك خطر، حيث يقتصر أداء المهمة على أعضاء اللجنة فقط، لذلك كانت هناك ضرورة للاستعانة بآخرين، وتمت إعادة النظر في كل شئ تمهيدًا للثورة"، "في 18 يوليو، وفي اجتماع الضباط الأحرار، تم استعراض المعلومات التي أمكن الحصول عليها من الوحدات العسكرية الممكن استخدامها والضباط الذين يمكن الاعتماد عليهم في تحريك تلك الوحداث، وكان هناك اعتماد كلي على عنصر المفاجأة، وفي يوم 19 يوليو تم الاجتماع ونوقش فيه الخطوط الأساسية لخطة الانقلاب وكان تواجد 80 ألف عسكري بريطاني في منطقة قناة السويس، وكان هناك خشية من تدخلهم عسكريًا، ولكن لا مفر من قبول هذا الخطر. بعد ظهر 22 يوليو، تم الاجتماع في بيت خالد وحضر لأول مرة زكريا محيي الدين، وكان واضحًا أنه اشترك مع جمال وعامر وكمال في وضع الخطة التفصيلية، وبعد أن عرف كل منا دوره تم حرق أوراق الخطة، وفي مساء يوم 22 يوليو مر الضباط على زملائهم في التنظيم للاطمئنان على كل شئ، وتم إبلاغهم بالقرارات الجديدة ودور كل منهم وموعد التحرك."
كتب طلعت رضوان على موقع الحوار المتمدن في 22 فبراير 2014: يتفق البغدادي مع غيره من ضباط يوليو الذين كتبوا مذكراتهم بشأن انفصال السودان عن مصر الذي تم بوسيلة رشوة (كثيرين من السياسيين السودانيين) وأنّ ما تم (كان له أثر سيئ على أغلبية الشعب السودانى) وأنّ سمعة مصر في السودان أصبحتْ (سيئة للغاية بسبب الرشوة) ولكن مذكرات البغدادي تميّزت بذكر الصراع داخل مجلس الضباط، بحيث بدتْ مسألة فصل السودان عن مصر أشبه بكرة النار، الكل يُحاول إبعادها عنه. لدرجة أنّ صلاح سالم قال لعبد الناصر (لابد أنْ تعلم أنّ هناك مؤامرة كبرى تـُدبّر لعدم إتمام اتحاد مصر مع السودان) وأنّ السادات وزكريا محيى الدين وعلى صبرى يُنفذون سياسة الأمريكان والإنجليز (تأييد انفصال السودان عن مصر وضد أي محاولة للوحدة) فكان رد عبد الناصر على صلاح سالم (ألستَ أنتَ الذي اقترحتَ إعلان استقلال السودان وذكرتَ أنك أصبحتَ كرتا محروقًا) ثم قال لزملائه (المسألة أخطر مما نتصوّر وهى اتهام بعض أعضاء المجلس بالخيانة. وكذلك مدير مكتبى (على صبرى) ومعنى هذا أننى أيضًا أنفذ سياسة الأمريكيين والإنجليز."
كتب سعيد الشحات في صحيفة اليوم السابع بتاريخ 2 نوفمبر 2021: «يكشف البغدادي في الجزء الأول من مذكراته:» اتفقنا على أن تكون المقابلة بالمنزل الذي كانت به عائلتى بالدقى، وأن يكون موعد المقابلة الساعة الثامنة والنصف مساءً، وتوجهت مع عبد الحكيم إلى المنزل بالدقى ومعنا الصاغ على شفيق سكرتير عبد الحكيم، ثم أرسلناه لإحضار سليمان حافظ فحضر بعد مدة، وسألنا سليمان حافظ عن الأحوال، مستطردا: «أنا طلبت مقابلة جمال لأعرض عليه اقتراحا سبق أن ذكرته لأحمد حسنى - وزير العدل - فهل هو لم يخبركم؟»، فسألناه عن هذا الاقتراح الذي نشير إليه؟، فقال: «أن نتقدم بطلب للدول المعتدية بجعل مصر دولة محايدة كسويسرا وكذا قناة السويس. وأن تضمن هذه الدول حياد مصر وذلك حتى نجنب البلاد ويلات الحرب والدمار والخراب والاحتلال، وأن يقوم بتقديم هذا الاقتراح شخص آخر غير جمال عبد الناصر، وليس هناك أصلح من محمد نجيب لهذه المهمة، فرد عليه عبد الحكيم بقوله:» إن هذا الاقتراح سبق وتقدم به جمال للجنة مانزيس ولكنه رفض، فقال: «إذن الموقف الآن قد تغير» وسأل: «ماذا تنوون أن تفعلوا؟»، فأجبناه استمرار المقاومة الشعبية، فقال: «المقاومة الشعبية تحتاج إلى تنظيم وإلى معنويات، والتنظيم يحتاج إلى وقت طويل، وأنتم لم تقوموا بعمل هذا التنظيم، وليس أمامكم إلا الاعتماد على المعنويات، وهذه المعنويات لن تتوافر إلا إذا تولى قيادة المقاومة الشعبية شخص محبوب من الشعب كمحمد نجيب، وعلى جمال عبد الناصر أن يعود إلى الكتيبة السادسة المشاة.»

## وصلات خارجية
https://www.almasryalyoum.com/news/details/2621403 مذكرات عبد اللطيف البغدادي ج1
https://www.goodreads.com/ar/book/show/13613962 مذكرات عبد اللطيف البغدادي ج1
https://www.youtube.com/watch?v=EVmYxM6TTeI مذكرات عبد اللطيف البغدادي ج1